# Dariusz Lament
Dariusz Lament (ur. 19 grudnia 1971 w Krakowie) – były polski piłkarz, występujący na pozycji pomocnika.

## Kariera
Do 1987 roku grał w Krakusie Nowa Huta. Następnie przeszedł do Garbarni Kraków, której piłkarzem był początkowo do 1992 roku. Przed rundą wiosenną sezonu 1992/1993 został zawodnikiem Wisły Kraków. Wystąpił m.in. w przegranym 0:6 w kontrowersyjnych okolicznościach meczu z Legią Warszawa. Barwy Wisły reprezentował do 1994 roku, rozgrywając łącznie 31 meczów w I lidze. Następnie wrócił do Garbarni Kraków, gdzie grał do 2005 roku. Ogółem piłkarzem Garbarni był przez osiemnaście sezonów. W 2006 roku został zawodnikiem Skawinki Skawina, gdzie trzy lata później zakończył karierę.